# Leptanthicus staphyliniformis
Leptanthicus staphyliniformis är en skalbaggsart som beskrevs av Werner 1958. Leptanthicus staphyliniformis ingår i släktet Leptanthicus och familjen kvickbaggar. Inga underarter finns listade i Catalogue of Life.